# Мігель Гане
Мігель Гане (ісп. Miguel Gane нар. 20 липня 1993) — поет.

## Біографія
Народився 20 липня 1993 року в Румунії. Коли Мігель переїхав до Іспанії, батьки найняли йому приватного викладача іспанської мови на ім'я Рафаель, який сам писав вірші та використовував їх під час навчання. Гане зазначає, що саме завдяки цьому викладачу він почав літературну діяльність.Перша збірка віршів автора витримала 18 видань та була опублікована в Мексиці, Колумбії та Іспанії. Його третя збірка віршів «La piel en los labios» стала бестселером поезій в Іспанії у 2020 році. У 2018 році склав Державний іспит щодо допуску до адвокатської діяльності (ісп. Prueba de Estado de Acceso a la Abogacía). Мігель Гане є популярним поетом у соціальних мережах. Брав участь у Міжнародних книжкових ярмарках (Гвадалахара, Богота).

## Збірки віршів
- Ojos de sol (2022)[17][18]
- La piel en los labios (2020)[19]
- Ahora que ya bailas (2018)[20]
- Con tal de verte volar (2016)